# 아메리카붉은다람쥐청서
아메리카붉은다람쥐 또는 아메리카붉은청서(영어: American red squirrel, Tamiasciurus hudsonicus)는 다람쥐과에 속하는 설치류의 일종이다. 타미아스키우루스속에 속하는 3종의 나무 다람쥐의 하나로 나머지 종은 더글라스다람쥐청서와 먼스다람쥐청서이다. 몸무게 200~250g의 중형 크기의 청서류로 낮에 활동하는 주행성 포유류이다. 일년 내내 독점적인 영역에서 활동을 한다.
천적은 여우, 캐나다스라소니, 대형맹금류, 뱀이다.

## 아종
24종의 아종이 알려져 있다.
| - T. h. hudsonicus - T. h. abieticola - T. h. baileyi - T. h. dakotensis - T. h. dixiensis - T. h. fremonti - T. h. grahamensis - T. h. gymnicus | - T. h. kenaiensis - T. h. lanuginosus - T. h. laurentianus - T. h. loquax - T. h. lychnuchus - T. h. minnesota - T. h. mogollonensis - T. h. pallescens | - T. h. petulans - T. h. picatus - T. h. preblei - T. h. regalis - T. h. richardsoni - T. h. streatori - T. h. ungavensis - T. h. ventorum |